# Monotoma bicolor
Monotoma bicolor är en skalbaggsart som beskrevs av Martín Villa Carenzo 1835. Monotoma bicolor ingår i släktet Monotoma, och familjen gråbaggar. Arten är reproducerande i Sverige.